# Kväveoxid
Kväveoxid eller kvävemonoxid, NO, är en gas som är giftig i koncentrationer som överstiger 30 ppm (miljondelar). NO bildas vid förbränning i luft. Kvävemonoxid verkar irriterande på hud och ögon och inandning av stora mängder kan leda till död.
Kvävemonoxid (NO) bildas då en blandning av kväve och syre utsätts för höga temperaturer och högt tryck. Ju längre tid som en blandning av kväve och syre utsätts för höga temperaturer och högt tryck, desto mer kvävemonoxid bildas. Den största källan till bildandet av kvävemonoxid är förbränningsmotorer i bilar, särskilt dieselmotorer, eller vid förbränning i kraftverk.[källa behövs] Kvävemonoxid reagerar sakta med syre. Kvävedioxid (NO2) bildas.
Kvävemonoxid (NO) och kvävedioxid (NO2) kallas tillsammans för NOx. Gasen kvävedioxid spelar en roll i bildandet av marknära ozon ihop med andra luftföroreningar som till exempel kolväten (HC) och sot. Kvävemonoxid kan bidra till nedbrytningen av ozonlagret. Nästan all kvävemonoxid omvandlas till kvävedioxid långt innan gasen når ozonlagret. I förorenad stadsluft bidrar kvävemonoxid till att halterna av ozon (O3) minskar genom reaktionen:
{\displaystyle {\rm {NO+O_{3}\rightarrow NO_{2}+O_{2}}}}
Kvävemonoxid har också en funktion som signalsubstans hos däggdjur inklusive människan. I mänskliga celler avkänns NO av cytoplasmiskt guanylatcyklas, en av dess gasoreceptorer. NO har effekten att det får glatt muskulatur runt blodkärl att slappna av lokalt varpå blodkärlen expanderar. Kvävemonoxid bildas i endotelceller som svar på olika former av stimuli, bland annat ett ökat blodtryck och kärlstress. Nitroglycerin som ges vid behandling av kärlkramp omvandlas i kroppen till kvävemonoxid, vilket leder till vasodilation. Vid behandling av kärlkramp kan även luft berikad med upp till ca 20 ppm NO ges. Som stöd till lungfunktionen hos för tidigt födda och även till andra med problem med lungfunktionen ges luft berikad med NO. NO leder till att luftrören vidgas. NO kan ges som en puls i början av andetagen till sövda hästar och förbättrar då matchningen mellan ventilation och perfusion och genom detta ökas syresättningen i blodet.